# Oszcilláció
Az oszcilláció (oszcillálás) időben ismétlődő változás valamely stabil állapot(ok) körül. Közismert példa az inga és a váltakozó áram. A vibráció (rezgés) fogalma szűkített értelemben oszcilláció, a kifejezést főleg mechanikai rendszerek esetében használják. Az oszcilláció nemcsak fizikai rendszerekben tapasztalható, hanem biológiai rendszerekben és a társadalomban is.

Csillapításmentes rugó-tömeg oszcilláló rendszer

## Az egyszerű harmonikus oszcilláció
A legegyszerűbb mechanikai oszcilláló rendszer egy tömeg (test), egy lineáris rugóhoz kapcsolva. Egy ilyen rendszer akkor van egyensúlyi állapotban, amikor statikus, azaz nyugalmi állapotban áll. Ha a tömeget kimozdítjuk egyensúlyi állapotából, akkor egy visszatérítő erő keletkezik, amely a nyugalmi állapotba akarja visszaállítani a rendszert. A visszatérő mozgó tömeg momentumra tesz szert, és nyomaték keletkezik az ellentétes irányba. Ha egy állandó erő is hat a rendszerre, mint például a gravitáció, akkor az egyensúlyi helyzet eltolódik. Azt az időt, amely alatt egyetlen oszcilláció történik, oszcillációs periódusnak vagy periódusidőnek is hívják.
A tömeg-rugó rendszer speciális dinamikáját matematikailag az úgynevezett egyszerű harmonikus oszcilláció írja le, és az ekkor létrejövő mozgást egyszerű harmonikus mozgásnak hívják. A tömeg-rugó rendszerben azért történik oszcilláció, mert az egyensúlyi állapotból történő elmozdulás során a rugó kinetikus energiára tesz szert, amely a rugó potenciális energiájává változik. A tömeg-rugó rendszer jól illusztrálja az oszcilláció általános tulajdonságait, azaz az egyensúlyi állapotot, és a visszaállításra ható erőt, amely annál nagyobb lesz, minél inkább eltér az egyensúlyi állapottól.

## Csillapított és meghajtott oszcilláció
A valóságban az oszcilláló rendszerek termodinamikusan irreverzibilisek. Ez azt jelenti, hogy mindig van egy disszipatív folyamat, mint a súrlódás vagy az elektromos ellenállás, amely folyamatosan hővé alakítja át az oszcillátorban tárolt energiát a környezet felé. Ezt a jelenséget csillapításnak hívják. Ily módon az oszcillációk amplitúdója egyre csökken, hacsak nem kap kívülről energiát a csillapítás pótlására. A csillapítás hatása legjobban a harmonikus oszcillátor működésekor látható.
Egy oszcilláló rendszer meghajtott, ha kívülről folyamatosan energiát kap az oszcilláció fenntartása érdekében; ilyen oszcilláció az AC, vagyis a váltakozó áram.

## Csatolt oszcillátor
A harmonikus oszcillátor és az általa modellezett rendszer szabadsági foka 1. Bonyolultabb rendszerek szabadsági foka 1-nél több. Ilyen például az a rendszer, amely két tömegből és három rugóból áll (mindegyik tömeg egy fix ponthoz és egymáshoz is kapcsolódik). Ebben az esetben minden változót befolyásolja a többi is. Ez vezet a csatolt oszcillációhoz. Például az ugyanarra a falra szerelt (azonos frekvenciájú) két ingaóra szinkronizálni próbálja a lengését. Ezt a jelenséget először Christiaan Huygens figyelte meg 1665-ben. Az összetett rezgőrendszer leírása meglehetősen bonyolult, de hatékonyabb és számítástechnikailag kezelhetőbb, ha normál módusban fejezzük ki a mozgásokat.
Ennél még bonyolultabb az olyan csatolt oszcillátorok esete, ahol az energia az oszcilláció két formája között váltakozik. Ilyen a Wilberforce-inga, ahol az oszcilláció a függőleges inga megnyúlása és ennek a rugónak a végén található test forgómozgása között váltakozik.

## Folytonos rendszerek - hullámok
Amikor a szabadságfokok száma tetszőlegesen nagy, akkor a rendszer közelít a folytonossághoz. Ilyen például a víz felszínén tapasztalható hullámzás is. Az ilyen rendszernek végtelen számú normál módusa van, amely jellemzően terjed a vízben.

## Példák az oszcillációkra

### Mechanikai
•	Foucault-inga
•	Helmholtz-rezonancia
•	Hangvilla
•	Wilberforce-inga

### Elektromechanika
•	Kristályoszcillátor
•	Hangszóró
•	Mikrofon

### Elektromosság
•	Elektronikus oszcillátor
•	Monostabil multivibrátor
•	Hartley oszcillátor
•	Astabil multivibrátor
•	Colpitts oszcillátor
•	Jelgenerátor

### Optika
•	Lézer

### Geofizika
•	Atlanti dekadikus oszcilláció
•	El Niño
•	Csendes-Óceáni térség dekadikus oszcillációja

### Asztrofizika
• Neutroncsillag

### Kémia
•	Belousov–Zhabotinsky reakció
•	Briggs–Rauscher reakció
•	Bray–Liebhafsky reakció

### Egészségügy
•	Szívritmus

## Fordítás
- Ez a szócikk részben vagy egészben  az   oscillation című angol Wikipédia-szócikk ezen változatának fordításán alapul.  Az eredeti cikk szerkesztőit annak laptörténete sorolja fel. Ez a jelzés csupán a megfogalmazás eredetét és a szerzői jogokat jelzi, nem szolgál a cikkben szereplő információk forrásmegjelöléseként.